# Mont Blanc Laboratory
Das Mont Blanc Laboratory ist eine physikalische Forschungseinrichtung.
Neben dem Straßentunnel im Mont Blanc gibt es ein Laboratorium, das tief genug liegt, damit das Gestein vor Kosmischer Strahlung abgeschirmt ist. Hier werden Experimente für die Teilchenphysik vorgenommen werden. Hier befanden sich unter anderem seit 1984 das Underground Neutrino Observatory (unterirdisches Neutrino-Observatorium oder auch UNO-1), auch oft einfach als „Mont-Blanc-Experiment“ bezeichnet, und von 1982 bis 1988 das NUSEX (NUclear Stability EXperiment, Experiment zur nuklearen Stabilität), die beide zur Beobachtung astronomischer und atmosphärischer Neutrinos dienten. Die Experimente wurden primär von verschiedenen italienischen Universitäten und Forschungszentren sowie dem CERN betrieben.